# Департамент за вътрешна сигурност на САЩ
Департаментът за вътрешната сигурност на САЩ (на английски: Department of Homeland Security, DHS) е един от департаментите (министерствата) във федералното правителство на САЩ.

## История
След терористичните атаки от 11 септември 2001 година се създава „Офис за национална безопасност на САЩ“, обединяващ различни правоохранителни органи. През 2002 година той е преобразуван в Министерство на вътрешната сигурност. Към 2007 година има около 200 хил. служители. Бюджет - 45 милиарда долара.

## Организационна структура
Департаментът за вътрешна сигурност е кардинална реформа на сектора след атаките от 11 септември 2001 г., реорганизирайки вече съществуващи служби. Начело на департамента стои Държавният секретар за вътрешната сигурност, който наблюдава работата на следните

Агенции:
- Служби за имиграция и гражданско състояние на САЩ (United States Citizenship and Immigration Services): отговарят за натурализацията и молбите за бежански статут на чужди граждани.

- Митническа служба и погранична охрана (U.S. Customs and Border Protection): охранява сухопътната, морската и въздушната (международните летища) граница на Съединените американски щати, митническия и фитосанитарен режим.
- Имиграционно и митническо наблюдение (U.S. Immigration and Customs Enforcement): включва два основни клона:
  - разследващо бюро, събиращо разузнавателна информация за местни и задгранични престъпни организации, застрашаващи националната сигурност на САЩ (Homeland Security Investigations (HSI)
  - разследващо бюро за нарушенията на Закона за имиграцията и американското гражданство от 1965 г. Осъществява задържане и депортация (Enforcement and Removal Operations).
- Администрация за транспортна сигурност (Transportation Security Administration): охрана на гражданската авиация (вътрешни и международни полети, контрол на пътниците на летищата), наземния и морския транспорт
- Брегова охрана на САЩ (U.S. Coast Guard): Вид въоръжени сили на САЩ, създаден през 1915 г. Във военно време става част от ВМС. В мирно има полицейски и спасителни функции. Наследник е на Приходната катерна служба (Revenue Cutter Service) на Департамента на съкровищницата (финансовото министерство на САЩ), създадена през 1790 г.
- Секретна служба на Съединените щати (United States Secret Service) (Сикрет сървис): Специална служба с полицейски правомощия, отговаряща за престъпления по фалшифицирането на валута, ценни книжа и финансови документи, престъпления с присвояване на самоличност, киберпрестъпления, но най-вече за физическата охрана на действащите Президент и Вицепрезидент на Съединените американски щати, техните семейства, резиденции, транспортни средства, живите президенти на САЩ от предишни мандати и гостуващи държавни и правителствени глави, както и охраната на посолствата във Вашингтон, Федерален окръг Колумбия.
- Федерална агенция за управление на кризи (Federal Emergency Management Agency): Служба за гражданска защита, координираща усилията на федералното правителство и местната администрация при природни бедствия.

(Международните паспорти на гражданите на САЩ се издават от Държавния департамент на САЩ (външното министерство).)
Съвещателни групи:
- Съвещателен съвет за вътрешна сигурност (Homeland Security Advisory Council): Съветва щатски и местни органи на властта, служби за първа реакция (полиция, пожарна, бърза помощ), частния сектор и академичните среди.
- Съвещателен съвет за национална инфраструктура (National Infrastructure Advisory Council): Съветва по въпросите на сигурността на обществени и частни информационни системи.
- Съвещателен научно-технологичен комитет за вътрешна сигурност (Homeland Security Science and Technology Advisory Committee): Съветва Помощник-държавния секретар за вътрешна сигурност по науката и технологиите.
- Партньорски съвещателен съвет за критична инфраструктура (Critical Infrastructure Partnership Advisory Council): Координира охраната на инфраструктурни обекти между частния сектор и държавни ведомства.
- Междуведомствен координационен съвет за готовност за кризи и граждани с физически затруднения (Interagency Coordinating Council on Emergency Preparedness and Individuals with Disabilities)
- Работна група за нов американци (Task Force on New Americans): Междуведомствена програма за интеграцията на имигранти в американското общество.

Други компоненти:
- Офис за национално ядрено наблюдение (Domestic Nuclear Detection Office): развива способности за наблюдение на ядрените заплахи на всички управленски нива и в частния сектор
- Федерален тренировъчен център на право-охранителните служби (Federal Law Enforcement Training Center): междуведомствено обучение, учебни центрове в Джорджия, Ню Мексико и Южна Каролина
- Национален директорат за охрана и програми (National Protection and Programs Directorate): намаляване на риска от физически и виртуални заплахи и свързания с тях човешки фактор
  - Федерална охранителна служба (Federal Protective Service): отговаря за охраната на федерални обекти и имущество. Служителите ѝ имат пълни полицейски правомощия, но броят и от по-малко от 2500 души е напълно недостатъчен за охраната на десетките хиляди обекти, така че основната им задача е наемането на частни охранители за физическата им охрана и специализираната охранителна техника.
  - Национална комуникационна система
- Подсекретар на вътрешната сигурност за наука и технологии (Under Secretary of Homeland Security for Science and Technology)
  - Директорат за наука и технологии (Directorate for Science and Technology): проучвания и развитие
- Подсекретар на вътрешната сигурност за мениджмънт (Under Secretary of Homeland Security for Management)
  - Директорат за мениджмънт (Directorate for Management): бюджет, счетоводство, наблюдение на качеството на работата на служителите и човешки ресурси
- Офис за политики (Office of Policy): Дългосрочно планиране и координация
  - Офис за имиграционна статистика (Office of Immigration Statistics)
- Офис за здрави дела (Office of Health Affairs): Медицинска подготовка за кризи
- Офис за разузнаване и анализ (Office of Intelligence and Analysis): Определя и оценява заплахите на базата на разузнавателна информация
- Офис за координиране на операции (Office of Operations Coordination): Наблюдава актуалната обстановка на сигурността в страната, координира действията на федералните служби с щатските и местните служби и с частни охранителни компании
- Офис на държавния секретар (Office of the Secretary):
  - Офис за класифицирана информация (Privacy Office)
  - Офис на генералния инспектор (Office of Inspector General)
  - Офис на генералния съветник (Office of the General Counsel)
  - Офис на военния съветник (Military Advisor's Office)
  - Офис за правни дела (Office of Legislative Affairs)
  - Офис за граждански права и свободи (Office for Civil Rights and Civil Liberties)
  - Омбудсман на имиграционните и гражданствените служби (Citizenship and Immigration Services Ombudsman)
  - Офис за връзки с обществеността (Office of Public Affairs)
  - Офис за операции за борба с наркотрафика (Office of Counternarcotics Enforcement (CNE)
  - Офис на изпълнителния секретариат (Office of the Executive Secretariat (ESEC)
- Национален център за киберсигурност (National Cybersecurity Center)